# Teriberka

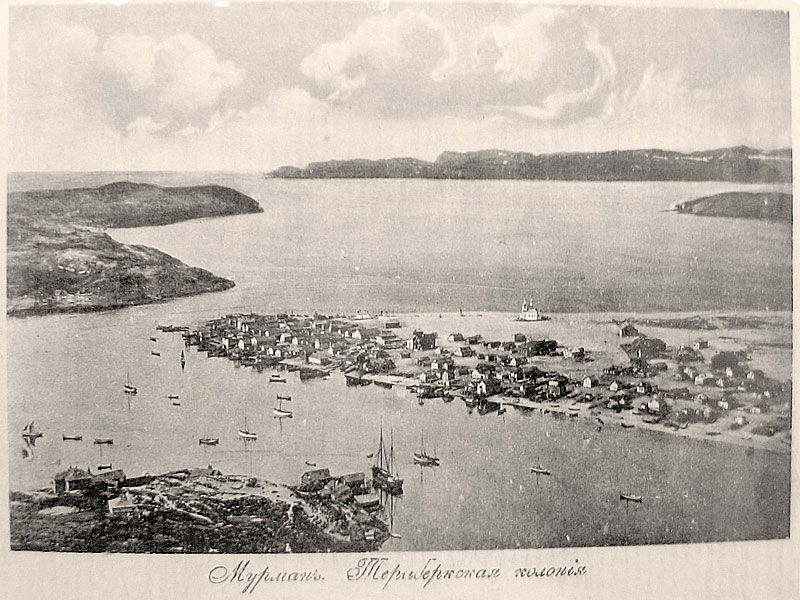
Teriberka omkring 1900

Teriberka (ryska: Териберка) är en rysk bosättning vid Barents hav på Kolahalvöns norra kust i Ryssland, som i början av 1900-talet var ett livaktigt kustfiskekläge med fiske av torsk och haj.
Teriberka ligger vid Teriberkaälvens mynning i Teriberkabukten i Barents hav. Orten ligger i räjongen Kolski, knappt 90 kilometer fågelvägen från Murmansk. Den ursprungliga orten ligger på älvens östra sida, medan ortsdelen Lodeiny ligger ungefär tre kilometer norrut på älvens västra sida vid dess mynning i havet.
Några kilometer från Teriberka ligger ett tidigare flygfält från andra världskriget.
På Kap Teriberka, tio kilometer norr om orten, finns sedan 1896 ett fyrtorn. 

## Bildgalleri

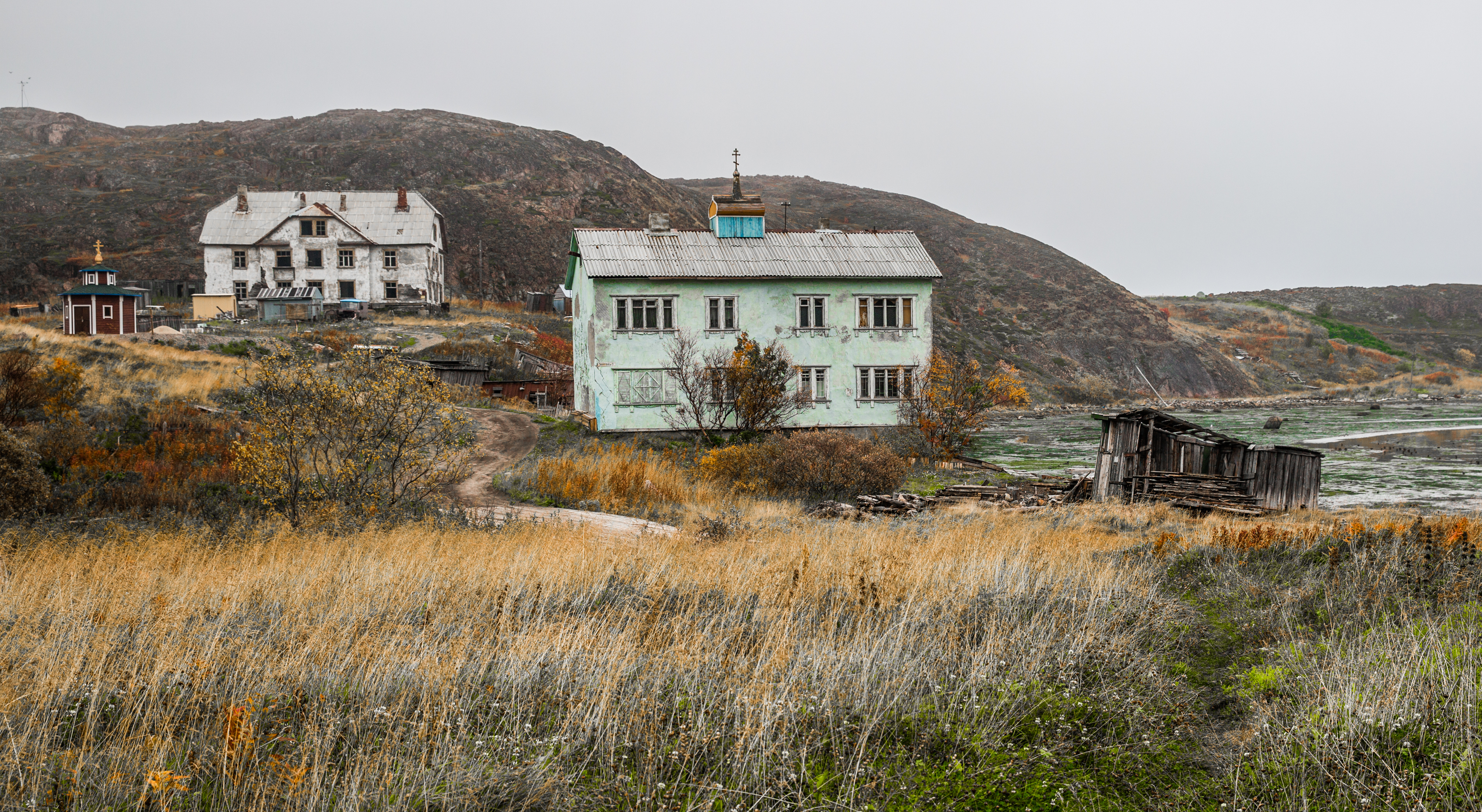
Teriberka
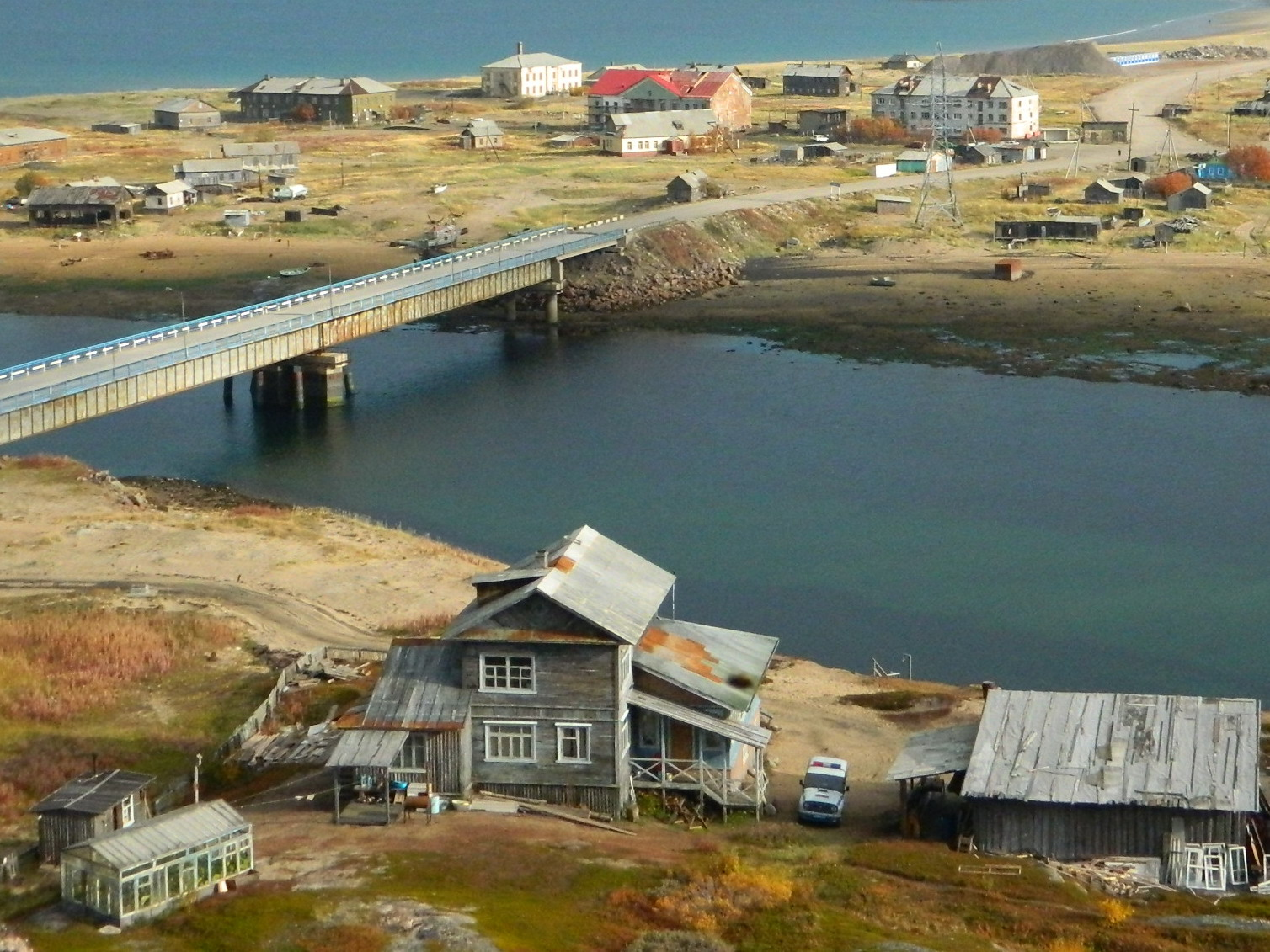
Bron över Teriberkaälven

## Personer från orten
- Aleksandra Antonova, kildinsamisk författare och lärare.